# Banzai (lato blu)
Banzai (lato blu) è il secondo album in studio del cantautore e rapper italiano Frah Quintale, pubblicato il 26 giugno 2020 dalla Undamento.

## Tracce
Testi di Francesco Servidei, eccetto dove indicato, musiche di Stefano Ceri.
1. Intro (Fogli colorati) – 1:21
2. Buio di giorno – 3:03
3. Lambada (scritta da Marilù Caputo) – 3:59
4. Chanel – 3:08
5. Due ali – 3:51
6. Contento – 3:24
7. Amarena – 3:34
8. Le cose sbagliate – 1:42
9. Allucinazioni (feat. IRBIS 37) – 3:19 (testo: Francesco Servidei, Martino Consigli)
10. Faccia della notte – 2:05

## Classifiche
| Classifica (2020) | Posizione massima |
| ----------------- | ----------------- |
| Italia            | 6                 |